# João Fernando Nelo
João Fernando Nelo (São Paulo, Brasil; 18 de marzo de 1979), más conocido como Fernando Baiano, es un exfutbolista brasileño que jugaba en la posición de delantero y su último equipo fue el Mogi Mirim EC de Brasil.

## Biografía
Delantero centro desde muy pequeño, empieza a jugar en el Corinthians, donde en 2000 gana el Mundial de Clubes.
Después ficha por el Internacional (2002), por el Flamengo (2003) y por el Wolfsburgo (2004), dejando ver en todos sus nuevos equipos detalles de calidad.
Pero su definitiva afirmación la tuvo en el Málaga, en la temporada 2004/2005, donde marca 9 goles en 17 partidos convirtiendo a un Málaga agónico en un Málaga de media tabla.
Al final de la temporada Fernando no renueva con el Málaga y ficha por el Celta. Logró 13 goles en la temporada 2005/2006 y 15 en la 2006/2007.
El 1 de agosto de 2007 Baiano se convierte en nuevo jugador del Real Murcia.
Al finalizar la temporada, es cedido por una campaña al Al-Jazeera de Emiratos Árabes Unidos, club con el que se proclama máximo goleador de la competición. Tras esta campaña, rescinde el contrato con el Real Murcia y se compromete con el Al Wahda por tres temporadas.
Es el fichaje más caro de la Historia del Real Murcia.

### Apodo
Debe su apodo a su primer entrenador, que al no acordándose su nombre lo llamaba "Ehi, tu Baiano", pensando que la región de la cual provenía era la de Bahía. No era así, pero su apellido nunca cambió y para todos se llamó Fernando Baiano.

## Selección nacional
Ha sido internacional con la selección de fútbol sub-20 de Brasil.

### Participaciones en Copas del Mundo
| Mundial                     | Sede    | Resultado        |
| --------------------------- | ------- | ---------------- |
| Copa Mundial Sub-20 de 1999 | Nigeria | Cuartos de final |

## Clubes
| Club          | País            | Año       |
| ------------- | --------------- | --------- |
| Corinthians   | Brasil          | 1998-2001 |
| Internacional | Brasil          | 2002      |
| Flamengo      | Brasil          | 2003      |
| VfL Wolfsburg | Alemania        | 2003-2004 |
| São Caetano   | Brasil          | 2004      |
| Málaga        | España          | 2004-2005 |
| Celta de Vigo | España          | 2005-2007 |
| Real Murcia   | España          | 2007-2008 |
| Al-Jazira     | Emiratos Árabes | 2008-2009 |
| Al-Wahda      | Emiratos Árabes | 2009-2012 |
| São Bernardo  | Brasil          | 2013      |
| Al-Ittihad    | Arabia Saudita  | 2013      |
| Mogi Mirim    | Brasil          | 2014      |

## Palmarés

### Campeonatos nacionales
| Título              | Club          | País            | Año  |
| ------------------- | ------------- | --------------- | ---- |
| Campeonato Paulista | Corinthians   | Brasil          | 1999 |
| Serie A             | Corinthians   | Brasil          | 1999 |
| Campeonato Paulista | Corinthians   | Brasil          | 2001 |
| Campeonato Gaúcho   | Internacional | Brasil          | 2003 |
| Liga Árabe          | Al-Wahda      | Emiratos Árabes | 2010 |

### Campeonatos internacionales
| Título                 | Club        | País   | Año  |
| ---------------------- | ----------- | ------ | ---- |
| Copa Mundial de Clubes | Corinthians | Brasil | 2000 |

### Distinciones individuales
| Distinción                                  | Año  |
| ------------------------------------------- | ---- |
| Máximo goleador de la Liga Árabe (25 goles) | 2009 |